# Elad Madmon
Elad Madmon (Netanya, 10 de febrero de 2004) es un futbolista israelí que juega en la demarcación de delantero para el Maccabi Tel Aviv FC de la Liga Premier de Israel.

## Selección nacional
Tras jugar en las categorías inferiores de la selección, finalmente el 14 de octubre de 2024 hizo su debut con la selección de Israel en un partido de la Liga de Naciones de la UEFA 2024-25 contra Italia que finalizó con un resultado de 4-1 a favor del combinado italiano tras los goles de Mateo Retegui, Davide Frattesi y un doblete de Giovanni Di Lorenzo para Italia, y de Mohammad Abu Fani para Israel.

## Clubes
| Club                | País   | Año       | Partidos | Goles |
| ------------------- | ------ | --------- | -------- | ----- |
| Hapoel Hadera FC    | Israel | 2023-2024 | 44       | 12    |
| Maccabi Tel Aviv FC | Israel | 2024-     | 38       | 4     |

## Palmarés

### Títulos nacionales
| Título                 | Club                   | País   | Año  |
| ---------------------- | ---------------------- | ------ | ---- |
| Copa Toto Al           | Maccabi Tel Aviv F. C. | Israel | 2025 |
| Liga Premier de Israel | Maccabi Tel Aviv F. C. | Israel | 2025 |